# Huañec (distrito)
O Distrito peruano de Huañec é um dos trinta e tês distritos da Província de Yauyos, situada no  Departamento de Lima, pertencente a Região de Lima, Peru. 

## Transporte
O distrito de Huañec é servido pela seguinte rodovia:
- LM-124, que liga o distrito de Tanta à cidade de Asia [1][2][3]